# Bayas
Cet article possède des paronymes, voir Bayeux et Baya.
Bayas est une commune du Sud-Ouest de la France, dans le département de la Gironde (région Nouvelle-Aquitaine).
Gentilé : Bayardois(es).

## Géographie

### Localisation
Commune des landes saintongeaises située à 50 km au nord-est de Bordeaux, à 20 km au nord de Libourne et Saint-Émilion et à 8 km à l'ouest de Coutras.

### Communes limitrophes
Les communes limitrophes sont  Cercoux, Guîtres, Lagorce, Maransin et Saint-Martin-de-Laye.
|                      | Cercoux (Charente-Maritime) |         |
| Maransin             | Bayas                       | Lagorce |
| Saint-Martin-de-Laye |                             | Guîtres |

### Géologie
La commune se situe sur un sol argileux (argile kaolinique fortement alumineuse) composé de complexe détritique du sidérolithique.

### Climat
Pour des articles plus généraux, voir Climat de la Nouvelle-Aquitaine et Climat de la Gironde.
Historiquement, la commune est exposée à un climat océanique aquitain.  
En 2020, Météo-France publie une typologie des climats de la France métropolitaine dans laquelle la commune est exposée à un climat océanique et est dans la région climatique  Aquitaine, Gascogne, caractérisée par une pluviométrie abondante au printemps, modérée en automne, un faible ensoleillement au printemps, un été chaud (19,5 °C), des vents faibles, des brouillards fréquents en automne et en hiver et des orages fréquents en été (15 à 20 jours).
Pour la période 1971-2000, la température annuelle moyenne est de 13 °C, avec une amplitude thermique annuelle de 14,5 °C. Le cumul annuel moyen de précipitations est de 860 mm, avec 12 jours de précipitations en janvier et 6,7 jours en juillet. Pour la période 1991-2020, la température moyenne annuelle observée sur la station météorologique la plus proche, située sur la commune de Saint-Émilion à 19 km à vol d'oiseau, est de 13,9 °C et le cumul annuel moyen de précipitations est de 798,1 mm,. Pour l'avenir, les paramètres climatiques de la commune estimés pour 2050 selon différents scénarios d’émission de gaz à effet de serre sont consultables sur un site dédié publié par Météo-France en novembre 2022.

## Urbanisme

### Typologie
Au 1er janvier 2024, Bayas est catégorisée commune rurale à habitat dispersé, selon la nouvelle grille communale de densité à sept niveaux définie par l'Insee en 2022.
Elle est située hors unité urbaine. Par ailleurs la commune fait partie de l'aire d'attraction de Libourne, dont elle est une commune de la couronne,. Cette aire, qui regroupe 24 communes, est catégorisée dans les aires de 50 000 à moins de 200 000 habitants,.

### Occupation des sols

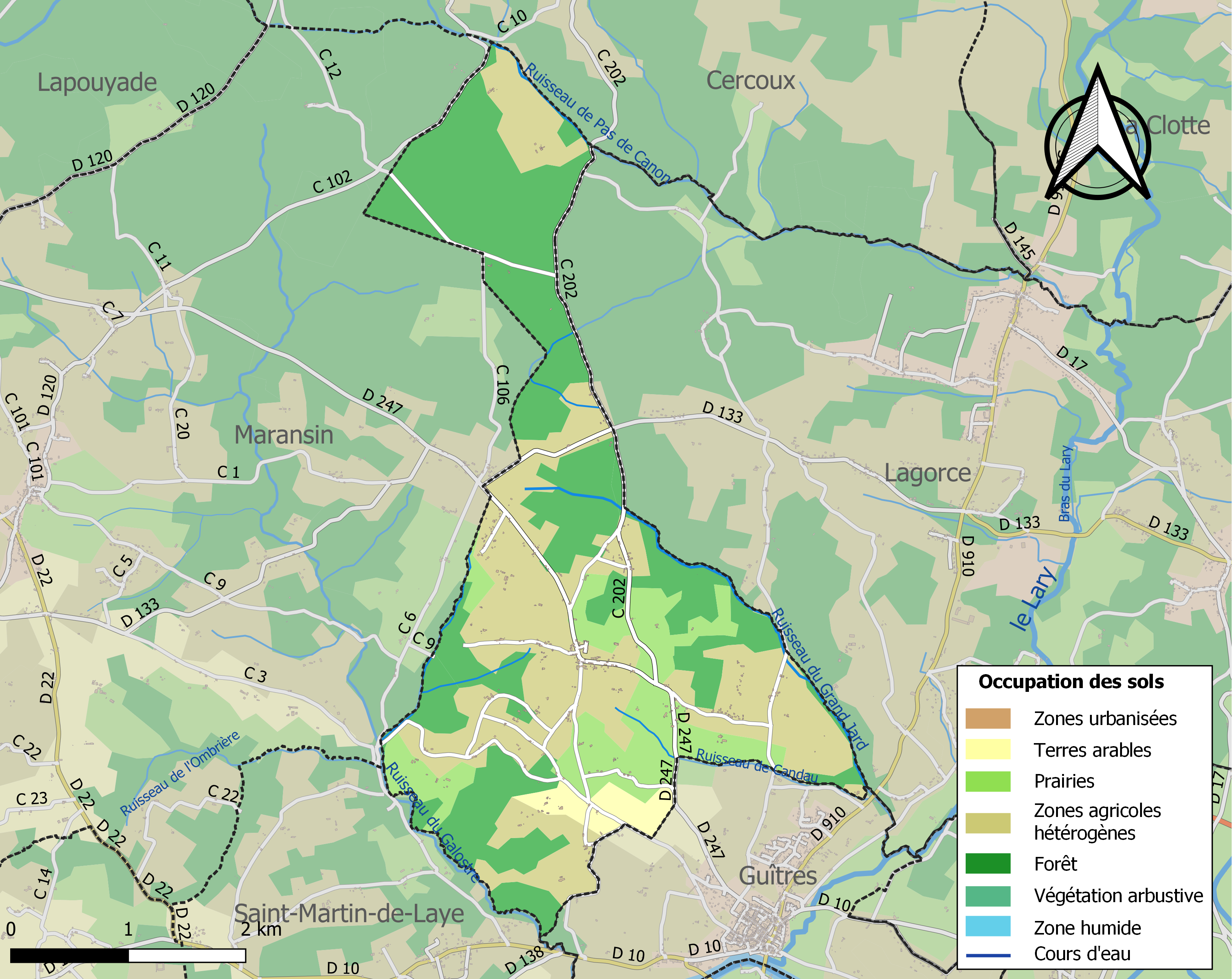
Carte des infrastructures et de l'occupation des sols de la commune en 2018 (CLC).

L'occupation des sols de la commune, telle qu'elle ressort de la base de données européenne d’occupation biophysique des sols Corine Land Cover (CLC), est marquée par l'importance des territoires agricoles (57,1 % en 2018), en augmentation par rapport à 1990 (55,1 %). La répartition détaillée en 2018 est la suivante : 
forêts (42,9 %), zones agricoles hétérogènes (38,5 %), prairies (15,4 %), cultures permanentes (3,2 %). L'évolution de l’occupation des sols de la commune et de ses infrastructures peut être observée sur les différentes représentations cartographiques du territoire : la carte de Cassini (XVIIIe siècle), la carte d'état-major (1820-1866) et les cartes ou photos aériennes de l'IGN pour la période actuelle (1950 à aujourd'hui).

## Toponymie
Son nom ancien serait Bayans pouvant avoir les significations suivantes : gaulois bagos : hêtre + suff. d'appartenance -acos (-acum latin) ; gaulois baditis : nénuphar (cité comme tel par Marcellus 33, 63) - Roman baias, bajas : marais.

## Histoire
L'existence du « Gros Caillou » attesterait d'une présence humaine dès le Néolithique.
Des vestiges de fonderies et des emplacements de fours de potiers avec tessons, vases et cul d'amphores, témoignent d'une présence gallo-romaine.
Dévastée par la guerre de Cent Ans, terminée à Castillon-la-Bataille le 17 juillet 1453, cette région a survécu grâce à l'arrivée des populations venant du Poitou, du Pays basque, du Béarn et du nord de l'Europe. Cette immigration s'est prolongée pendant 200 ans. Ces étrangers appelés par les autochtones « gabachos », la région est devenue « Le Pays Gabaye ».
Au XVIIe siècle, le roi ordonne à l'intendant régional de faire don de cette région marécageuse aux Vendéens et aux Poitevins, à condition qu'ils déboisent, défrichent et repeuplent la région. Quelques maisons et granges en torchis restent comme témoignages de ce passé (Candeau, Chanteloup, Luchère…) ainsi que quelques fours à pain, dont un bien conservé à La Touille.
BAYAS était tenu de verser aux abbés de Guîtres les dîmes ainsi que les « 4 sols par feu », pour l'entretien du bac sur l'Isle.
En 1648, les Bayardois refusent de porter la recette à Coutras (12 boisseaux) sous prétexte qu'ils la versaient déjà à l'abbaye de Guîtres. Un procès se terminera à l'amiable.
Une immigration plus récente, début du XXe siècle, s'est faite avec les résiniers venus des Landes. La distillerie de la résine a été une activité importante jusqu'à une époque récente.
Autrefois les brigands faisaient rendre la bourse aux paysans qui revenaient de la foire en un lieu boisé favorable au brigandage, lieu-dit Pille Bourse.

## Politique et administration
| Période                                  | Période      | Identité        | Étiquette | Qualité      |
| ---------------------------------------- | ------------ | --------------- | --------- | ------------ |
| Les données manquantes sont à compléter. |              |                 |           |              |
| mars 2001                                | mars 2008    | Michel Mallet   | SE        |              |
| mars 2008                                | 29 mars 2014 | Jany Fromentier | SE        | Agriculteur  |
| 29 mars 2014                             | En cours     | Fabienne Krier  | SE        | Agricultrice |

## Démographie
L'évolution du nombre d'habitants est connue à travers les recensements de la population effectués dans la commune depuis 1793. Pour les communes de moins de 10 000 habitants, une enquête de recensement portant sur toute la population est réalisée tous les cinq ans, les populations de référence des années intermédiaires étant quant à elles estimées par interpolation ou extrapolation. Pour la commune, le premier recensement exhaustif entrant dans le cadre du nouveau dispositif a été réalisé en 2007.

En 2022, la commune comptait 455 habitants, en évolution de +1,34 % par rapport à 2016 (Gironde : +6,91 %, France hors Mayotte : +2,11 %).
| 1793 | 1800 | 1806 | 1821 | 1831 | 1836 | 1841 | 1846 | 1851 |
| ---- | ---- | ---- | ---- | ---- | ---- | ---- | ---- | ---- |
| 450  | 438  | 408  | 498  | 553  | 519  | 522  | 550  | 570  |

| 1856 | 1861 | 1866 | 1872 | 1876 | 1881 | 1886 | 1891 | 1896 |
| ---- | ---- | ---- | ---- | ---- | ---- | ---- | ---- | ---- |
| 508  | 533  | 533  | 525  | 550  | 571  | 575  | 569  | 548  |

| 1901 | 1906 | 1911 | 1921 | 1926 | 1931 | 1936 | 1946 | 1954 |
| ---- | ---- | ---- | ---- | ---- | ---- | ---- | ---- | ---- |
| 549  | 518  | 521  | 468  | 502  | 467  | 441  | 412  | 429  |

| 1962 | 1968 | 1975 | 1982 | 1990 | 1999 | 2006 | 2007 | 2012 |
| ---- | ---- | ---- | ---- | ---- | ---- | ---- | ---- | ---- |
| 382  | 351  | 318  | 359  | 447  | 420  | 449  | 452  | 438  |

| 2017 | 2022 | - | - | - | - | - | - | - |
| ---- | ---- | - | - | - | - | - | - | - |
| 456  | 455  | - | - | - | - | - | - | - |

## Économie
- Vigne : AOC "Bordeaux supérieur", "Bordeaux" (sols silico-carbonatés). La culture des céréales est également un peu pratiquée associée à l'élevage des bovins et à une exploitation assez faible de la forêt.

Des dépôts sableux (sables jaunâtres plus ou moins grossiers) issus des formations détritiques sidérolithiques sont exploités sur la commune (lieu-dit de la Bellauderie).

## Lieux et monuments
- Camping « Le chêne du lac »[18]
- Menhir du Gros-Caillou : gros caillou identifié comme un mégalithe. Posé au sol, un panneau tente de nous expliquer sa provenance :« Grès brun grisâtre orienté NE-SO. Ce menhir étudié pour la première fois en 1976 est à rapprocher du Dolmen-Double appelé la pierre folle de Montguyon. La légende dit qu'il fait un tour sur lui-même chaque fois qu'il entend sonner midi.
- Four de potier gallo-romain.
- Four banal XVIIe siècle à La Touille.
- L'église romane Sainte-Croix date du XIIe siècle. La nef rectangulaire est éclairée par des fenêtres hautes et étroites. La croix de l'autel est de style espagnol. Le clocher à créneaux est du XVIe siècle. L'ancien nom donné à l'église était Sainte-Marie-l'Égyptienne.
- Un forage a été réalisé en 2005 sur le lieu-dit de Millat pour identifier la ressource en eau potable du secteur à l’Ouest de Guîtres. Ce forage a permis de mettre en évidence que la ressource disponible au Crétacé supérieur (entre 373 et 430 m de profondeur) est très faible, chaude et fluorée. En revanche, les sables de l’Eocène moyen et inférieur sont très productifs à cet endroit avec une eau très peu minéralisée. Cet ouvrage, équipé entre 230 et 337 m de profondeur capte l’aquifère sableux de l’Eocène moyen à inférieur et a produit un débit de 161 m3/h[19].